# Татар, Мария
Мария Магдалина Татар (англ. Maria Magdalene Tatar;род. 13 мая 1945, Венгрия или Прессат, Бавария) — американский учёный, специализирующийся на детской литературе, немецкой литературе и фольклоре. Является профессором германских языков и литературы Джона Л. Леба и председателем Комитета по научным степеням в области фольклора и мифологии Гарвардского университета.

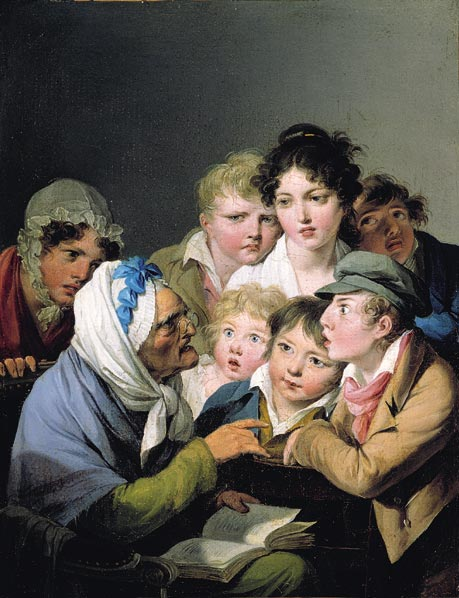
«И огр съел его!» Картина Луи-Леопольд Бойи, использованная в книге Марии Татар «Очарованные охотники: сила историй в детстве»

## Биография
Мария Татар родилась в Прессате (Бавария, Германия). Её семья эмигрировала из Венгрии в США в 1950-х годах, когда была ребёнком. Выросла в Хайленд-Парке (штат Иллинойс), где окончила старшую школу в 1963 году.
Получила степень бакалавра в Университете Денисона и докторскую степень в Принстонском университете. В 1971 году, после получения докторской степени, поступила работать преподавателем в Гарвардский университет. В 1978 году стала постоянным профессором.
Живёт в Кембридже (штат Массачусетс). Замужем за Стивеном Шукером. Дети: дочь Лорен и сын Дэниел.

## Избранные работы
- Spellbound: Studies on Mesmerism and Literature (Princeton University Press, 1978) ISBN 978-0-691-06377-5
- The Hard Facts of the Grimms' Fairy Tales (Princeton, 1987) ISBN 978-0-691-06722-3
- Off With Their Heads! Fairy Tales and the Culture of Childhood (Princeton, 1993) ISBN 978-0-691-06943-2
- The Annotated Classic Fairy Tales (W. W. Norton & Company, 2002) ISBN 978-0-393-05163-6
- The Annotated Brothers Grimm (W.W. Norton, 2004) ISBN 0-393-05848-4
- The Annotated Hans Christian Andersen (W.W. Norton, 2008) ISBN 978-0-393-06081-2
- Enchanted Hunters: The Power of Stories in Childhood (W.W. Norton, April 2009)[8] ISBN 978-0-393-06601-2
- «From Bookworms to Enchanted Hunters: Why Children Read» (Journal of Aesthetic Education, Summer 2009, vol.43, no.2, p. 19-36) ISSN 0021-8510
- The Annotated Peter Pan, ed., (W.W. Norton, 2011) ISBN 978-0-393-06600-5
- The Annotated African American Folktales, ed. with Henry Louis Gates Jr., (Liveright-W.W. Norton, 2017), ISBN 0-87140-753-1
- The Fairest of Them All: Snow White and 21 Tales of Mothers and Daughters, (Harvard University Press, 2020) ISBN 978-0-674-238-602
- The Heroine with 1001 Faces (Liveright, 2021), ISBN 978-1-631-49881-7